# Front Unit Islàmic d'Alliberament de Manipur
El Front Unit Islàmic d'Alliberament de Manipur és una organització dels musulmans de Manipur que defensa el reconeixement de la diferència del musulmans de Manipur sobre la resta dels habitants. Té una branca militar anomenada Exèrcit Islàmic Unit d'Alliberament de Manipur en el que s'integren també els militants de les altres organitzacions musulmanes de Manipur, el Front Nacional Islàmic de Manipur i el Front Islàmic Revolucionari de Manipur